# Circunscripción del Noroeste (Francia)
La circunscripción Noroeste es una une circunscripción electoral francesa utilizada cada 5 años desde 2004 durante las Elecciones al Parlamento Europeo para designar, mediante una elección de sufragio universal directo, 10 (12 en 2004) de los 72 eurodiputados (78 en 2004) que le corresponden a Francia según el Tratado de Niza de los 736 miembros del Parlamento Europeo. Fue creada en 2003 mediante la Loi Électorale n° 2003-327 del 11 de abril de 2003., como las otras 7 circunscripciones electorales francesas para las elecciones europeas. 
Agrupa a los electores de las regiones francesas de: Baja Normandía, Alta Normandía, Norte-Paso de Calais, Picardía que contaba en 2009, con 6.568.622 electores.